# Anders Hultén
Anders Hultén (* 5. Januar 1757 in Snavlunda in der schwedischen Landschaft Närke; † 19. April 1831) war ein schwedischer Mathematiker, Physiker und Astronom. 
Hultén studierte in Uppsala, promovierte 1785 zum Doktor der Philosophie, war 1787 auch Dozent für Physik und wurde 1792 in Greifswald Professor für Astronomie. Er bearbeitete u. a. den astronomischen Teil des Schwedisch-pommersch-rügianischen Staatskalenders der Jahrgänge 1796 bis 1808. 
Als die Franzosen Schwedisch-Pommern besetzten, floh Hultén 1807 nach Schweden und wurde 1808 Professor für Dogmatik und Moraltheologie in Uppsala und 1809 Doktor der Theologie. Hultén schrieb Abhandlungen über Astronomie und Mathematik. Im späteren Leben widmete er sich ausschließlich der Theologie.
Hultén wurde 1797 zum auswärtigen Mitglied der Königlichen Akademie der Wissenschaften gewählt und war ab 1808 eines der ansässigen Mitglieder. 1815 und 1824 wurde er zum Rektor der Universität Uppsala gewählt.